# Phorocera glabricula
Phorocera glabricula là một loài ruồi trong họ Tachinidae.